# Fernando Savater
Fernando Fernández-Savater Martín (São Sebastião, 21 de Junho de 1947) é um escritor e filósofo espanhol, catedrático de Ética na Universidade do País Basco. Alguns dos seus livros foram traduzidos para mais de vinte línguas. Ele tem produzido uma notável narrativa, ou mesmo o teatro, e o ensaio –, e a sua popularidade tem vindo a crescer, não só em Espanha como em outros países.
Entre outros, recebeu o Prémio Francisco Cerecedo da Associação de Jornalistas Europeus e o Prémio Sakharov de Direitos Humanos.

## Obra
- Nihilismo y acción, Taurus, Madrid, 1970
- La filosofía tachada, Taurus, Madrid, 1972
- Apología del sofista y otros sofismas 1973
- Ensayo sobre Cioran, Espasa, 1974
- Escritos politeístas, Editora Nacional, Madrid, 1975
- De los dioses y del mundo, F. Torres, Valencia, 1975
- La infancia recuperada, Taurus, Madrid, 1976
- La filosofía como anhelo de la revolución, 1976
- Apóstatas razonables, Madrágora, Barcelona, 1976 (Ariel sacó en 2007 una nueva edición ampliada)
- Para la anarquía y otros enfrentamientos, Tusquets, Barcelona, 1977
- La piedad apasionada, Ediciones Sígueme, Salamanca, 1977
- Conocer Nietzsche y su obra, DOPESA, Barcelona, 1977
- Panfleto contra el Todo, DOPESA, Barcelona, 1978 (Alianza Editorial, 1982)
- El estado y sus criaturas, Ediciones Libertarias, Madrid, 1979
- Criaturas del aire, Planeta, Barcelona, 1979
- La tarea del héroe, Taurus, Madrid, 1981
- Impertinencias y desafíos, Legasa, Madrid, 1981
- Invitación a la ética, Anagrama, 1982
- Sobre vivir, Ariel, Barcelona, 1983
- Las razones del antimilitarismo y otras razones, Anagrama, 1984
- Contra las patrias, Tusquets, 1985
- El contenido de la felicidad, Ediciones El País, 1986
- Episodios pasionales,  Ediciones Libertarias, Madrid, 1986
- El contenido de la felicidad, Ediciones El País, 1986
- Euskadi: pensar el conflicto, Ediciones Libertarias, Madrid, 1987; coescrito con Javier Sádaba
- Ética como amor propio, Mondadori, 1988
- Humanismo impenitente, Anagrama, 1990
- La escuela de Platón, Anagrama, 1991
- Ética para Amador, Ariel, Barcelona, 1991
- Política para Amador, Ariel, Barcelona, 1992
- Sin contemplaciones, Ediciones Libertarias, Madrid, 1993
- Idea de Nietzsche, Ariel, Barcelona, 1995 (edición ampliada y actualizada en 2000)
- La voluntad disculpada, Taurus, Madrid, 1996
- El juego de los caballos, Siruela, 1997
- Malos y malditos, Suma de Letras, 1997
- El valor de educar, Ariel, Barcelona, 1997 (en Google Books se puede leer parte del libro)
- Así hablaba Nietzsche, Altera, 1997
- Despierta y lee, Alfaguara, 1998
- La aventura africana, Acuarela, 1998
- Loor a leer (Crisolín), Aguilar, 1998
- Ética, política, ciudadanía, Grijalbo, 1998
- Diccionario filosófico, Planeta, 1999
- Las preguntas de la vida, Ariel, Barcelona, 1999
- Diccionario del ciudadano sin miedo a saber, Ariel, Barcelona, 2000
- A rienda suelta, Alfaguara, 2000
- Perdonen las molestias: Crónica de una batalla sin armas contra las armas, El País-Aguilar, 2001
- A caballo entre milenios, Aguilar, 2001
- Pensamientos arriesgados, La Esfera de los Libros in Madrid, 2002 (antología a cargo de José Sánchez Tortosa)
- Jorge Luis Borges, Ediciones Omega, Barcelona,2002
- Ética y ciudadanía, Montesinos, Barcelona, 2002
- Etnomanía contra ciudadanía, 2002
- Palabras cruzadas: Una invitación a la filosofía, junto con José Luis Pardo; Editorial Pre-Textos, 2003
- Mira por dónde. Autobiografía razonada, Taurus, Madrid, 2003
- Los caminos para la libertad: Ética y educación, Fondo de Cultura Económica, 2003 (conferencias dictadas para la Cátedra Alfonso Reyes)
- El valor de elegir, Ariel, Barcelona, 2003 (en Google Books se puede leer gran parte del libro)
- El gran fraude: sobre terrorismo, nacionalismo y ¿progresismo?, El País-Aguilar, 2004
- Los diez mandamientos en el siglo XXI, Mondadori, 2004
- La libertad como destino, Fundación José Manuel Lara, Sevilla, 2004
- Los siete pecados capitales, Mondadori, 2005
- La vida eterna, Ariel, 2007
- Saliendo al paso, recopilación de artículos, Espejo de Tinta, Madrid, 2008
- La aventura de pensar, Debate, 2008
- Misterio, emoción y riesgo, textos sobre las novelas y películas de aventuras, Ariel, Barcelona, 2008
- Borges: la ironía metafísica, Ariel, Barcelona, 2008
- Historia de la filosofía. Sin temor ni temblor, Espasa, 2009
- Tauroética, Turpial, 2010
- La música de las letras, Sello Editorial, 2010
- Ética de urgencia, Ariel, Barcelona, 2012
- Figuraciones mías, Ariel, 2013
- ¡No te prives! Defensa de la ciudadanía, Ariel, 2014
- Aquí viven leones, Debate, 2015[1]